# برجومی (آب)
برجومی (گرجی: ბორჯომი) نام تجاری آب معدنی طبیعی گازدار از چشمه‌های دره برجومی در مرکز کشور گرجستان است. چشمه‌های آرتزین در دره از آبی تغذیه می‌شوند که از یخچال‌های طبیعی که قله‌های کوه‌های باکوریانی را تا بلندای ۲۳۰۰ متری (۷۵۰۰ پا) پوشانده‌اند، تصفیه می‌کند. آب بدون پمپاژ به سطح بالا می‌رود و توسط لوله‌ها به دو کارخانه آب معدنی در شهر برجومی منتقل می‌شود.
چشمه‌های برجومی توسط ارتش امپراتوری روسیه در دهه ۱۸۲۰ میلادی یافت شد. این آب در سراسر امپراتوری روسیه معروف شد و برجومی را به یک مقصد گردشگری محبوب تبدیل کرد. تاریخچه این برند ارتباط نزدیکی با سلسله امپراتوری رومانوف روسیه دارد. در دهه ۱۸۹۰ میلادی، برجومی در املاک دوک بزرگ میخائیل روسیه در گرجستان قرار گرفت. پس از انقلاب روسیه در سال ۱۹۱۷ و در پی تصرف گرجستان توسط شوروی، شرکت برجومی ملی شد و آب به یکی از بزرگ‌ترین صادرات شوروی تبدیل شد.
آب معدنی برجومی هم اینک به بیش از ۴۰ کشور صادر می‌شود.
استفاده از آب برجومی توسط پژوهشگران گرجستانی و روسی برای درمان پیچیده چندین بیماری گوارشی و دیابت پیشنهاد شده‌است.